# Acolasis umbrata
Acolasis umbrata är en fjärilsart som beskrevs av William Schaus 1906. Acolasis umbrata ingår i släktet Acolasis och familjen nattflyn. Inga underarter finns listade i Catalogue of Life.